# Aureobasidium microstictum
Aureobasidium microstictum är en svampart som först beskrevs av Bubák, och fick sitt nu gällande namn av W.B. Cooke 1962. Aureobasidium microstictum ingår i släktet Aureobasidium och familjen Dothioraceae.   Inga underarter finns listade i Catalogue of Life.